# Non Serviam (bok)
Non Serviam är en diktsamling av Gunnar Ekelöf, utgiven av Bonniers förlag 1945. Den innehåller bland annat tre av hans störst anlagda dikter: Samothrake, Gymnosofisten och Absentia animi.

I titeldikten, med sin betydelse "Jag vill inte tjäna", ger han uttryck för vantrivsel i det självgoda svenska välfärdssamhället och förespråkar istället en samhörighet med den utstötte outsiderns roll: 
| ” | Jag är en främling i detta land men detta land är ingen främling i mig! Jag är inte hemma i detta land men detta land beter sig som hemma i mig! | „ |

I Till de folkhemske ironiserar han över folkhemmet och myntar begreppet "folkhemsk". Mer abstrakt är den långa, meditativa dikten Absentia animi där han bortom motsatser söker sig fram till "någonting annat".

## Mottagande
Non serviam utkom i november 1945 och fick ett blandat mottagande. Äldre och mer traditionellt inriktade kritiker som Staffan Björck, Ivar Harrie och Sten Selander var negativa medan några av de ledande yngre kritikerna hade en annan inställning. Björck fann Ekelöfs uttryckssätt "tröttande" och tog avstånd från hans "högmodiga" attityd. Harrie ansåg att Ekelöf på nytt närmade sig surrealismen och den hemlighetsfulla musik där "ordens betydelsefunktion blir upphävd". Selander tyckte att författaren tog sig själv på alltför högtidligt allvar och talade om Ekelöfs "högdragna förakt för den breda publiken". Klart mer positiva var Birger Baeckström och Johannes Edfelt som med stor beundran skrev om dikter som Den gamle superkagören och Absentia animi. Mest uppskattande var Erik Lindegren och Karl Vennberg. Den förre talade om Ekelöfs lyriskt nyskapande musikalitet, som frigjorts från all ytlig versmekanik och därför kunde återge "den friborna (eller romantiska) känslans alla dynamiska skiftningar med den yttersta trohet och frihet". Även Vennberg var entusiastisk och framhöll musikaliteten i Ekelöfs poesi, "den djupa och hemliga musik, som förlöser orden, spränger loss dem ur deras alltför snäva vardagsbegränsningar för att sedan infoga dem i ett nytt sammanhang, nya klanger, nya gestalter".

## Recension
- Erik Lindegren På väg mot instrumentallyriken (Aftontidningen 31/12 1945), omtryckt i Kritiskt 40-tal, Bonniers 1948 och Tangenter, Bonniers 1974.